# Ex Cat Sojo
Ex Cat Sojo es un caserío peruano ubicado en el distrito de Tambogrande, perteneciente a la provincia y departamento de Piura, al norte del Perú. 

## Ubicación
Ex Cat Sojo se ubica al noroeste de la provincia de Piura, en el distrito de Tambogrande, en el departamento de Piura.

## Demografía
En 2017 Ex Cat Sojo tenía una población de 114 habitantes.